# 博德之门II：安姆的阴影
《博德之门II：安姆的阴影》是由加拿大Bioware公司和美国Interplay公司旗下的黑岛工作室联合制作并于2000年9月发行的一个基于龙与地下城规则的电脑角色扮演游戏（CRPG）。是其前代《博德之门》及资料片《博德之门：剑湾传奇》的续作。本作初版的汉化由Bioware公司负责。
由Beamdog开发与发行的《博德之门Ⅱ：增强版》（Baldur's Gate II: Enhanced Edition）在2013年11月16日于Steam上架，2018年5月在测试通道更新简体中文支持，6月29日正式添加简中。

## 游戏背景
《博德之门II：安姆的阴影》仍采用被遗忘的国度战役设定集。故事仍然发生在剑湾沿岸。主角及其伙伴来到了博德之门南方的安姆（Amn）。
二代继承了剑湾传奇的转型，即与博德之门一代相比，游戏剧情中奇幻成分大大超过了悬疑和现实成分。游戏中的世界地图也比一代更为广阔，从沿海的安姆帝国首都阿斯卡特拉到内陆的贸易市镇崔米镇、海岛布林罗、地下的幽暗地域，再到精灵国之都索丹尼斯拉。

## 主线故事情节
游戏的主线剧情分为七章，围绕（由玩家的扮演的）主角追杀叛逆的精灵巫师琼·艾瑞尼卡斯，并营救自己的妹妹爱蒙的过程展开。

### 第一章（地牢）
游戏开始时主角被囚禁在一个神秘的地下实验室里。一个声音冷酷的巫师正在拿主角和其他队友（分别是博德之门一代中的爱蒙、贾希拉、卡立德、明斯克、戴娜黑）做试验。这时一个魔像报告说，敌人已经攻进实验室了。巫师被迫亲自出去应战。于是爱蒙趁机打开了主角的牢笼，并一起释放了贾希拉和明斯克。爱蒙推测主角是在博德之门附近被某种魔法力量传送而来，而明斯克说戴娜黑已经被那个巫师杀害了。主角带领的冒险队伍在经历了与实验室的守卫的战斗和各种魔法机关、陷阱与迷题后，在一个布置精美的精灵风格的房间，拿到了可以到达实验室的第二层的传送门钥匙。从三个被困于此的树精那里得知，这个实验室的主人名叫艾瑞尼卡斯。
在实验室第二层的传送门处，有一个叫攸旭摩的赏金猎人请求加入队伍，以便一起逃脱这个地牢。在打败一群蝙蝠后，贾希拉发现了她的丈夫卡立德的尸体。在第二层，到处都可以看到已经攻入实验室的影贼在与守卫战斗。在消灭了实验室出口附近的影贼后，主角等人来到了地面上。
此时在这个已经坍塌的隧道入口处，艾瑞尼卡斯消灭了入侵的影贼，并表示决不会放主角及其队友离开。于是爱蒙与艾瑞尼卡斯用魔法互相攻击，由此引起了蒙面法师会（Cowled Wizards，应译作斗篷巫师会）的介入。一群蒙面法师会的巫师声称这是对魔法能量的非法使用，未经许可的魔法使用者必须被监禁。艾瑞尼卡斯在杀死了四个巫师后突然同意跟蒙面法师会的人走，条件是同时带走爱蒙。于是蒙面法师强行将两人带走。留给主角的选择只有设法营救爱蒙并追查艾瑞尼卡斯的下落。

### 第二章（阿斯卡特拉）
在爱蒙被带走后，主角得知此地是安姆的首都，钱币之都阿斯卡特拉（Athkatla），位于博德之门和贝尔苟斯特的南方。在从渥金商场（Waukeen's Promenade）前往贫民区（Slum）的路上，一个叫盖伦·贝尔的人找到主角，声称他可以通过一个势力相当庞大的组织帮助主角找到爱蒙或艾瑞尼卡斯的下落，交易条件是20000个金币，一个都不能少。在没有什么选择的情况下，主角只得四处筹钱来支付这一笔巨款。此時地图上会出现很多新的场景，主角可以完成大量的支綫任務以增加經驗值和金錢。在任务中，可以得知阿斯卡特拉城内的两大公会势力正在进行秘密战争。
当主角筹得15000个金币后，有一个叫维兰（Valen）的蒙面女人出现了，她的神秘主人想与主角见面，商谈与爱蒙和艾瑞尼卡斯有关的事。地点在夜晚的墓园（Graveyard）。紧接着，盖伦·贝尔的侄子布鲁斯也传来了盖伦的口信，请主角尽快去盖伦家一趟，钱的事情可以再商量。
夜晚來到墓园，会有一個女吸血鬼芭荻在墓室門口等候。芭荻表示可以幫助主角找到爱蒙和艾瑞尼卡斯，而且只需要花15000個金幣，條件是主角成為吸血鬼集團的盟友，幫助芭荻消滅位于碼頭区（Docks）的影賊公會（Shadow Thieves Guild）。而主角如果選擇去盖伦家，蓋倫会透露他的影賊身份，並要求主角幫助影賊消滅阿斯卡特拉的吸血鬼公会（Vampire's Guild），價碼同樣可以降至15000金幣。主綫情節至此可分為兩條路綫：与影贼结盟或与吸血鬼结盟。在游戏中，芭荻代表邪恶路线，影贼代表正义路线，虽然在剧情中影贼公会的所作所为并无正义可言。

### 第三章

#### 影贼路线
把钱交给蓋倫后，他会让主角去找影贼公会的头目，艾朗·林维尔。在碼頭區影贼会馆的密室找到林维尔，他会叙述影贼与吸血鬼战争的由来，并交给主角三个任务。首先在夜晚赶到码头杀掉进行走私的吸血鬼；然后去大桥区清理掉投奔吸血鬼的影贼叛徒；最后去墓园区的吸血鬼地下巢穴，杀光里面的吸血鬼，并杀死芭荻。但是芭荻会在临死前逃脱。回到影贼会馆向林维尔报告，他会安排主角跟船出海，去关押爱蒙的布林罗岛（Brynn Law）。这艘船的船长是著名的无赖人物赛蒙·哈瓦里安。

#### 吸血鬼路线
如果加盟芭荻这边，她也会交给主角三个任务。首先同样是去码头区，保护吸血鬼走私的货物。但是在这个任务中影贼会派出一个很难击败的人物阿卡尼斯·迦斯袭击主角。第二个任务有两个选择，一是营救投靠吸血鬼的影贼，二是刺杀政府官员并栽赃给影贼。第三个任务就是摧毁影贼公会的基地，杀死影贼头目艾朗·林维尔。任务完成后芭荻同样会安排赛蒙·哈瓦里安船长带主角出海。总之完成这些任务比完成影贼任务的难度要大得多。

### 第四章（布林罗岛）
到达海盗岛布林罗后，从当地人那里得知，蒙面法师会将非法使用巫术的人以及高度危险的巫师关押在禁魔监狱（Spellhold，又叫避难所），位于另一座小岛。设法通过当地海盗进入避难所，在这里会有一名蒙面法师向主角介绍被关押在禁魔监狱里的囚徒，其中包括一代中的老朋友提亚克斯（Tiax），以及爱蒙。但主角发现爱蒙已经神志不清了。这时蒙面法师会脱去伪装，原来此人就是艾瑞尼卡斯，禁魔监狱里的蒙面法师已经被他消灭。如果主角队伍中有攸旭摩的话，此时攸旭摩会现出原形。他其实是艾瑞尼卡斯派到主角身边的卧底，并在海上航行的时候在主角和其他伙伴的饭菜里下了毒。如果队伍里没有攸旭摩，下毒人则会变为赛蒙·哈瓦里安船长。
主角的队伍因为毒发失去抵抗能力，束手就擒。此时芭荻现身，艾瑞尼卡斯称她为姐姐。主角则被迫接受艾瑞尼卡斯的实验，被送入梦境。在梦中，主角见到了爱蒙和自己已死的养父葛立安，并与生父巴尔交战。梦境结束后，主角、爱蒙以及其他队友被芭荻送到一个地宫，此时爱蒙可以重新加入队伍。打败地宫中的各种怪物后，主角再次击溃了芭荻及其同伙，获得了变身巴尔的能力。到达地宫的另一层后，遇到被艾瑞尼卡斯收买的赛蒙·哈瓦里安船长。赛蒙说禁魔监狱中关押的巫师，可以协助主角击败艾瑞尼卡斯。主角可以去杀死监狱守卫，释放巫师，然后率领他们来到艾瑞尼卡斯的实验室决一死战。但是，艾瑞尼卡斯也会克隆出一组主角的队友投入战斗。最后，艾瑞尼卡斯力战不支，利用传送门逃走。
回到避难所的地面上，可以通过暗道直接去幽暗地域。也可以去地宫找赛蒙·哈瓦里安，要求他提供帮助。赛蒙答应让主角出海，继续追踪艾瑞尼卡斯。但是赛蒙说他的船沉了，要求主角去偷海盗头目德夏里克的船。回到布林罗，在晚上隐身潜入德夏里克的情妇凯雅的房间，可以从桌子上偷到一只号角。带着号角去德夏里克的私人码头，打败守卫即可出海了。

#### 鲨化鱼人之城
如果乘赛蒙·哈瓦里安的船出海，在中途会遇到不明敌人的袭击，船沉入海底。主角和队友落入一个海底种族的城市，鲨化鱼人之城（Sahuagin City）。主角可以选择屠城，也可以与鲨化鱼人女祭司对话，然后去觐见国王。国王为了考验主角的实力，会安排一个巨人与主角对战。击败巨人后，国王请求主角出城杀死叛逃的王子，带回他的心脏，并答应酬以重金。但离开王宫后，女祭司告诉主角老国王已经疯了，王子被迫逃出城去，现在人民都希望王子能够回来统治。这时主角可以选择去城门外联络王子，帮助其复位，也可以选择帮助老国王杀死王子，继续其统治，两条路线没有好坏之分。如果与王子结盟，可以拿着王子的假心脏回到王宫复命，王子的军队乘机攻入城中，杀死老国王。主角可以通过隧道到达幽暗地域。

### 第五章（幽暗地域）
幽暗地域危險重重，在這裡紮營休息都不算是明智之舉。當主角再這裡摸索的時候遇見了三個矮人商人，並從他們的口中得知艾瑞尼卡斯和芭狄進入了黑暗精靈的城市，之後為了尋找後續的線索，主角進入了一座矮人都市，並且應其首領的請求擊殺並掩埋了一支來自異次元的惡魔後，穿越黑暗精靈巡邏隊的封鎖進入了銀龍艾達隆的巢穴並得到它的幫助，代價是必須取回艾達隆被偷走的蛋。利用黑暗精靈的外貌混入了黑暗精靈城市，並與所勞芬相遇迎來第一個任務：營救宗母之女菲里。

## 支线任务

### 与队友有关的任务
- 解除贾希拉的诅咒
- 调查竖琴手公会
- 为蒙面巫师会追杀瓦里格·寇萨拉
- 解救火刑架上的维康尼亚
- 为阿诺门报仇
- 帮寇根寻找魔法书
- 拿到艾德温的魔法卷轴

### 其他任务
- 解救地牢花园里的树精灵
- 马戏团人质事件
- 调查铜冠旅店的奴隶事件
  - 尋找会说话的剑“利拉寇尔”
- 寻找金骷髅
- 消灭“盲目之眼”邪教
- 为“炽热之心骑士团”除掉叛徒
- 调查大桥区剥人皮案件
- 帮助鬼魂小孩拿回玩具熊
- 帮助娜里亚夺回德阿尼斯城堡
- 拯救竖琴手兰菲尔德
- 寻找黄金鸟（营救蒙塔罗）
- 解救乌玛村
- 调查风矛之丘事件
  - 解救贵族葛兰的孩子
- 解决崔米镇的动物袭击事件
  - 让神灯巨灵离开崔米镇
  - 调查督伊德教徒组织
  - 平息崔米镇贵族之争

## 游戏设定

### 种族
在安姆的阴影中玩家可以选择7个种族来创建主角，其中半兽人为新增的种族：
- 人类 Human
- 精灵 Elves
- 半精灵 Half-elves
- 矮人 Dwarves
- 半身人 Halfings
- 侏儒 Gnomes
- 半兽人 Half-orcs

### 职业
博德之门II在原有的勇士、巫师、牧师、盗贼四大类职业的基础上，新加入了很多特种职业。
- 勇士系 WARRIORS
  - 战士 FIGHTER
    - 狂战士 Berserker
    - 法师猎人 Wizard Slayer
    - 剑圣 Kensai

  - 游侠 RANGER
    - 弓箭手 Archer
    - 潛行者 Stalker
    - 驯兽师 Beast Master

  - 圣武士 PALADIN
    - 骑士 Cavalier
    - 审判者 Inquisitor
    - 不死生物猎人 Undead Hunter

  - 野蛮人 BARBARIAN
- 法师系 MAGE
  - 法师 MAGE
    - 专精法师 SPECIALIST MAGES
      - 護法師 Abjurer
      - 咒法師 Conjurer
      - 预言师 Diviner
      - 附魔师 Enchanter
      - 幻術师 Illusionist
      - 塑能师 Invoker
      - 死靈师 Necromencer
      - 煉金师 Transmuter

  - 术士 SORCERER
- 牧师系 PRIESTS
  - 牧师CLERIC
    - 塔洛斯牧师 Specialty Priest of Talos
    - 海姆牧师 Specialty Priest of Helm
    - 洛山达牧师 Specialty Priest of Lathander

  - 督伊德（德鲁伊）教徒 DRUID
    - 图腾督伊德（德鲁伊） Totemic Druid
    - 变形者 Shapeshifter
    - 复仇者 Avenger

  - 僧侣 MONK
- 盗贼系 Rogues
  - 盗贼 THIEF
    - 刺客 Assassin
    - 赏金猎人 Bounty Hunter
    - 游荡剑客 Swashbuckler

  - 吟游诗人 BARD
    - 舞剑士 Blade
    - 小丑 Jester
    - 北地诗人 Skald

与一代一样，只有人类可以在冒险中放弃原来的职业而从事其他职业。而其他种族则可以同时身兼两种或多种职业。

### 经验值
游戏中每个玩家角色有2950000的经验值上限。在安装博德之门II：巴尔的王座后这个上限会被提高至8000000。

### 法术系统（巫术和奥术）
游戏中巫师（法师）使用的法术为巫术（红色卷轴），牧师使用的法术为奥术（蓝色卷轴），各分为9个等级。巫术和奥术需要从卷轴或书中学习才能获得。巫师（法师）、牧师每天能够使用法术的次数随着等级的提升而增加，并且需要休息（睡觉）才能重复施展法术。博德之门前作中的常见法术（如魔法飞弹、蛛网术、火球术）仍然存在，并加入了亚比达奇凋死术、死亡一指、自然之美、禁锢术、时间静止等高级法术。高级法术的学习受智力或智慧数值的制约。

### 时间系统
博德之门II的时间系统与一代大体相同，游戏中的一天大约相当于现实中的2小时。游戏中有些任务是有时间限制的，剧情中的恋爱情节也与游戏时间有关。游戏中会出现昼夜交替、清晨、黄昏、下雨、雷雨等现象。露天场景中的游戏人物在雷雨中仍可能遭到雷击，但不会像博德之门（一代）中那样损失生命值。

## 出场人物
主角：巴尔（Bhaal）的后裔（可定制）

### 可加入队伍的角色
- 艾黎 Aerie
- 阿诺门·德尔林 Anomen Delryn
- 瑟恩 Cernd
- 艾德温·欧德塞隆 Edwin Odesseiron
- 海尔达利 Haer Dalis'
- 爱蒙 Imoen
- 贾希拉 Jaheira
- 姚恩·姚森 Jan Jansen
- 凯东·费尔康 Keldorn Firecam
- 寇根 Korgan
- 玛兹·芬顿 Mazzy Fentan
- 明斯克 Minsc
- 娜里亚·德阿尼斯 Nalia de'Arnise
- 瓦里格·寇萨拉 Valygar Corthala
- 维康尼亚·迪佛 Viconia De'Vir
- 攸旭摩 Yoshimo

### 重要人物
- 琼·艾瑞尼卡斯 Jon Irenicus
- 盖伦·贝尔 Galean Bayle
- 雷诺尔·血头 Renal Bloodscalp
- 艾朗·林维尔 Aran Linvail
- 阿卡尼斯·迦斯 Arkanis Gath
- 芭荻 Bodhi
- 赛蒙·哈瓦里安船长 Captain Saemon Havarian
- 菲里 Phaere
- 索劳芬 Solaufein
- 艾尔汉 Elhan
- 艾丽星 Ellesime
- 拜拉娜
- 利博德·巴特曼 Ribald Barterman
- 崔斯特·杜垩登 Drizzt Do'Urden
- 康格斯 Kangaxx
- 香格拉 Shangalar
- 艾达隆 Adalon
- 费尔克拉格 Firkraag

## 游戏地图
以下是在《博德之门II：安姆的阴影》大地图中单独显示的区域，每一区域包含数个至数十个游戏场景。
- 艾瑞尼卡斯的地牢（Irenicus's Dungeon）
- 阿斯卡特拉（Athkatla）
  - 渥金商场（Waukeen's Promenade）
  - 贫民区（Slums）
  - 码头区（Docks）
  - 神庙区（Temple）
  - 办公区
  - 大桥区（Bridge District）
  - 墓园（Graveyard）
  - 城门（City Gates）
- 德阿尼斯堡（de'Arnise Keep）
- 崔米镇（Trademeet）
- 德鲁伊森林（Druid Grove）
- 乌玛丘陵（Umar Hills）
- 神庙废墟（Temple Ruins）
- 风矛之丘（Windspear Hills）
- 布林罗岛（Brynn Law）
  - 避难所（Asylum），即禁魔监狱（Spellhold）
- 海底城（Sahuagin City）
- 幽暗地域（Underdark）
- 艾尔汗营地（Elven Camp）
- 锐齿林道（Small Teeth Pass）
- 北方森林（North Forest）
- 泰斯尔森林（Forest of Tethyr）
- 索丹尼斯拉（Suldanessellar）
- 守望者之塔（Watcher's Keep），需安装《博德之门II：巴尔的王座》才会在地图中显示。

## 团体组织
- 安姆帝国六团评议会（the Council of Six）
- 蒙面法师会（斗篷巫师会，Cowled Wizards）
- 至热之心骑士团
- 竖琴手同盟（Harpers）
- 海姆（盔神）教会
- 塔洛斯教会
- 洛山达教会
- 影贼工会（Shadow Thieves Guild）
- 芭荻的吸血鬼公会（Vampire's Guild）
- 散塔林会（Zhentarim）
- 纠缠符记会
- 贩奴集团（The Slave Lords）
- 盲眼邪教（The Cult of the Unseeing Eye）

## MOD作品

### 官方补丁
- Bonus CD1
- Bonus CD2
- BG2-Patch1.0

### 非官方Mod
- 巅峰之战（Ascension v1.4.23）
- 战术补丁（Tactics Mod）
- BG-Tutu（将博德之门与博德之门II的界面整合在一起）
- 爱蒙的罗曼史（Imoen's Romance）
- WeiDU的安逸补丁（WeiDU-ease Patch）
- 索劳芬的罗曼史（Solaufein Romance）
- 塔西亚角色补丁（Tashia Mod Pack）

### 存档修改器
Shadow keeper v2.1.4

## 获得荣誉
欧美知名游戏门户GameSpot在2006年4月12日公布了“史上最伟大游戏”票选结果，由BioWare于2000年推出的里程碑式RPG《博德之门II：安姆的阴影》以其对整个游戏界作出的持续性贡献得到了这一殊荣。